# Grand Prix automobile d'Abou Dabi 2023
GP précédent GP suivant
Le Grand Prix automobile d'Abou Dabi 2023 (Formula 1 Etihad Airways Abu Dhabi Grand Prix 2023) disputé le 26 novembre 2023 sur le Circuit Yas Marina, est la 1101e épreuve du championnat du monde de Formule 1 courue depuis 1950. Il s'agit de la 14e édition du Grand Prix d'Abou Dabi comptant pour le championnat du monde de Formule 1 et la vingt-troisième et dernière course du championnat 2023.
Après avoir réglé des problèmes de rebonds, lors des essais libres, au point de qualifier sa RB19 de « kangourou », Max Verstappen domine aisément les trois phases des qualifications et obtient la dernière pole position de la saison, sa douzième de année et la trente-deuxième de sa carrière, égalant ainsi Nigel Mansell. À la limite de l'élimination en Q1 et Q2 et relégué loin lors de sa première tentative en Q3 en raison de ses pneus usés, Charles Lelerc, chaussé de gommes tendres neuves, atteint finalement la première ligne à 139 millièmes du Batave. Oscar Piastri termine troisième et devance, en deuxième ligne, George Russell, quatrième temps. Ferrari et Mercedes déplorent chacune l'élimination de Carlos Sainz en Q1 (seizième temps) et de Lewis Hamilton en Q2 (onzième temps). La troisième ligne est composée de Lando Norris et Yuki Tsunoda, la quatrième de Fernando Alonso et Nico Hülkenberg et la cinquième de Sergio Pérez, privé de son meilleur temps en Q3 pour dépassement des limites de la piste et de Pierre Gasly.
Max Verstappen s'impose facilement au terme des cinquante-huit tours de course en obtenant son onzième hat trick. Il établit un autre record puisqu'il devient le premier pilote à dépasser les 1 000 tours en tête d'une course (1 003). Légèrement inquiété dans les premiers virages par Charles Leclerc, il le devance de plus de 17 secondes à l'arrivée. Avec désormais 54 victoires, dont 19 lors de cette campagne (record), il est désormais le troisième pilote le plus victorieux en Formule 1. Mercedes remporte le match pour la deuxième place du championnat avec trois points d'avance sur Ferrari malgré les efforts de Leclerc face à George Russell qui monte sur la troisième marche du podium. 
Les espoirs de Ferrari et de Mercedes de se classer au second rang du championnat reposent sur Leclerc et Russell qui s'appliquent à rendre la meilleure partition possible. Alors que Sergio Pérez, parti neuvième, s'accroche avec Lando Norris lors de sa remontée et écope d'une sanction de cinq secondes de pénalité, Leclerc fait tout son possible pour que le Mexicain s'intercale entre lui et Russell afin d'offrir la deuxième place à son écurie. Tout d'abord, il en ralentit autant que possible la Mercedes afin de permettre à Pérez de revenir sur elle, puis, une fois celle-ci dépassée dans les derniers tours, Leclerc cède sa deuxième place à Perez en espérant que le Mexicain creuse un écart de plus de cinq secondes sur Russell ; le plan échoue pour une seconde. Norris finit cinquième et Piastri sixième derrière Pérez rétrogradé au quatrième rang. Alonso, septième, tire le meilleur parti de son Aston Martin et achève le championnat au quatrième rang, devant Leclerc. Huitième, Yuki Tsunoda est nommé « pilote du jour » pour avoir mené la course durant cinq tours (il n'est que le second Japonais après Takuma Sato qui a mené deux tours au GP d'Europe 2004). Lewis Hamilton finit péniblement neuvième et apporte sa contribution à Mercedes pour la place de dauphin au championnat. Le point restant revient à Lance Stroll qui marque pour la quatrième fois sur les cinq dernières courses.   
Au championnat du monde, les jeux étaient déjà faits pour le trio de tête, Verstappen (575 points), Pérez (la moitié de moins, 285 points) et Hamilton (234 points). La quatrième place revient finalement à Alonso (206 points), à égalité de points avec Leclerc  mais comptant un podium de plus (7 à 6). Le Monégasque fini devant Norris (205 points) et Sainz (200 points). Au huitième rang, Russell (175 points) qui obtient à Abou Dabi son deuxième podium de la saison, devance Piastri (97 points pour sa première saison), Stroll (74 points), Gasly (62 points) et Ocon (58 points). Chez les constructeurs, Red Bull Racing atteint le record de 860 points, Mercedes (409 points) termine second devant Ferrari (406 points). Plus loin, on retrouve McLaren (302 points) et Aston Martin (280 points). Alpine se classe sixième (120 points) ; suivent Williams (28 points), AlphaTauri (25 points), Alfa Romeo (16 points) et Haas (12 points).

## Pneus disponibles
| Pneus pour piste sèche | Pneus pour piste sèche | Pneus pour piste sèche | Pneus pluie    | Pneus pluie |
| ---------------------- | ---------------------- | ---------------------- | -------------- | ----------- |
| Durs (Type C3)         | Medium (Type C4)       | Tendres (Type C5)      | Intermédiaires | Pluie       |

## Essais libres

### Première séance, le vendredi de 13 h 30 à 14 h 30
| Pos. | Pilote           | Voiture               | Chrono         | Écart     |
| ---- | ---------------- | --------------------- | -------------- | --------- |
| 1    | George Russell   | Mercedes              | 1 min 26 s 072 |           |
| 2    | Felipe Drugovich | Aston Martin-Mercedes | 1 min 26 s 360 | + 0 s 288 |
| 3    | Daniel Ricciardo | AlphaTauri-Honda RBPT | 1 min 26 s 433 | + 0 s 361 |
| 4    | Valtteri Bottas  | Alfa Romeo-Ferrari    | 1 min 26 s 453 | + 0 s 381 |
| 5    | Lance Stroll     | Aston Martin-Mercedes | 1 min 26 s 631 | + 0 s 559 |
| 6    | Oscar Piastri    | McLaren-Mercedes      | 1 min 26 s 665 | + 0 s 593 |

Pour cette dernière première séance d'essais libres de la saison, dix pilotes réservistes prennent le volant pour la totalité des écuries en lice :   
- Felipe Drugovich, pilote-essayeur pour Aston Martin, remplace Fernando Alonso au volant de l'AMR23 ; il réalise le deuxième temps de la séance[3] ;
- Robert Shwartzman, pilote-essayeur pour Ferrari, remplace Charles Leclerc au volant de la SF-23 lors de cette séance d'essai ; il réalise le huitième temps[4] ;
- Frederik Vesti, pilote-essayeur pour Mercedes, remplace Lewis Hamilton au volant de la W14 lors de cette séance d'essai ; il réalise le douzième temps[5] ;
- Jack Doohan, pilote-essayeur pour Alpine F1 Team, remplace Esteban Ocon au volant de l'A523 lors de cette séance d'essai ; il réalise le treizième temps[6] ;
- Théo Pourchaire, pilote-essayeur pour Alfa Romeo Racing, remplace Guanyu Zhou au volant de la C43 lors de cette séance d'essai ; il réalise le quatorzième temps[7] ;
- Patricio O'Ward, nouveau pilote de réserve pour McLaren, remplace Lando Norris au volant de la MCL60 lors de cette séance d'essai ; il réalise le quinzième temps[8] ;
- Jake Dennis, pilote novice pour Red Bull, nouveau champion du monde de Formule E, remplace Max Verstappen au volant de la RB19 lors de cette séance d'essai ; il réalise le seizième temps[9] ;
- Isack Hadjar, pilote-essayeur pour Red Bull, remplace Sergio Pérez au volant de la RB19 lors de cette séance d'essai ; il réalise le dix-septième temps[10] ;
- Zak O'Sullivan, pilote-essayeur pour Williams, remplace Alexander Albon au volant de la FW45 lors de cette séance d'essai ; il réalise le dix-huitième temps[11] ;
- Oliver Bearman, pilote-essayeur pour Haas, remplace Nico Hülkenberg au volant de la VF-23 lors de cette séance d'essai ; il réalise le vingtième temps[12].

### Deuxième séance, le vendredi de 17 h à 18 h
| Pos. | Pilote          | Voiture             | Chrono         | Écart     |
| ---- | --------------- | ------------------- | -------------- | --------- |
| 1    | Charles Leclerc | Ferrari             | 1 min 24 s 809 |           |
| 2    | Lando Norris    | McLaren-Mercedes    | 1 min 24 s 852 | + 0 s 043 |
| 3    | Max Verstappen  | Red Bull-Honda RBPT | 1 min 24 s 982 | + 0 s 173 |
| 4    | Valtteri Bottas | Alfa Romeo-Ferrari  | 1 min 25 s 024 | + 0 s 215 |
| 5    | Sergio Pérez    | Red Bull-Honda RBPT | 1 min 25 s 112 | + 0 s 303 |
| 6    | George Russell  | Mercedes            | 1 min 25 s 122 | + 0 s 313 |

- Au bout de huit minutes, la séance est interrompue au drapeau rouge après que Carlos Sainz Jr. a talonné sur une bosse et perdu le contrôle de sa Ferrari SF-23 qui part en toupie puis percute latéralement les protections du virage no 3 ;  l'interruption dure plus de vingt-cinq minutes, le temps d'enlever l'épave et de réparer le secteur[14].
- La séance à peine relancée, Nico Hülkenberg perd le contrôle de sa Haas VF-23 et tape le rail à la sortie du virage no 1 en laissant des débris sur la piste ; cet accident provoque une seconde neutralisation de la session au drapeau rouge. La séance est ensuite relancée pour un final de seize minutes[14].

### Troisième séance, le samedi de 14 h 30 à 15 h 30
| Pos. | Pilote          | Voiture             | Chrono         | Écart     |
| ---- | --------------- | ------------------- | -------------- | --------- |
| 1    | George Russell  | Mercedes            | 1 min 24 s 418 |           |
| 2    | Lando Norris    | McLaren-Mercedes    | 1 min 24 s 513 | + 0 s 095 |
| 3    | Oscar Piastri   | McLaren-Mercedes    | 1 min 24 s 810 | + 0 s 392 |
| 4    | Alexander Albon | Williams-Mercedes   | 1 min 24 s 929 | + 0 s 511 |
| 5    | Charles Leclerc | Ferrari             | 1 min 25 s 099 | + 0 s 681 |
| 6    | Max Verstappen  | Red Bull-Honda RBPT | 1 min 25 s 153 | + 0 s 735 |

## Séance de qualifications

### Résultats des qualifications
| Pos.                                                                                      | Pilote           | Écurie                | Qualifications 1 | Qualifications 2 | Qualifications 3 |
| ----------------------------------------------------------------------------------------- | ---------------- | --------------------- | ---------------- | ---------------- | ---------------- |
| 1                                                                                         | Max Verstappen   | Red Bull-Honda RBPT   | 1 min 24 s 160   | 1 min 23 s 740   | 1 min 23 s 445   |
| 2                                                                                         | Charles Leclerc  | Ferrari               | 1 min 24 s 459   | 1 min 23 s 969   | 1 min 23 s 584   |
| 3                                                                                         | Oscar Piastri    | McLaren-Mercedes      | 1 min 24 s 487   | 1 min 24 s 278   | 1 min 23 s 782   |
| 4                                                                                         | George Russell   | Mercedes              | 1 min 24 s 337   | 1 min 24 s 013   | 1 min 23 s 788   |
| 5                                                                                         | Lando Norris     | McLaren-Mercedes      | 1 min 24 s 368   | 1 min 23 s 920   | 1 min 23 s 816   |
| 6                                                                                         | Yuki Tsunoda     | AlphaTauri-Honda RBPT | 1 min 24 s 286   | 1 min 24 s 207   | 1 min 23 s 969   |
| 7                                                                                         | Fernando Alonso  | Aston Martin-Mercedes | 1 min 24 s 501   | 1 min 24 s 131   | 1 min 24 s 084   |
| 8                                                                                         | Nico Hülkenberg  | Haas-Ferrari          | 1 min 24 s 425   | 1 min 24 s 213   | 1 min 24 s 108   |
| 9                                                                                         | Sergio Pérez     | Red Bull-Honda RBPT   | 1 min 24 s 209   | 1 min 24 s 116   | 1 min 24 s 171   |
| 10                                                                                        | Pierre Gasly     | Alpine-Renault        | 1 min 24 s 600   | 1 min 24 s 078   | 1 min 24 s 548   |
| 11                                                                                        | Lewis Hamilton   | Mercedes              | 1 min 24 s 437   | 1 min 24 s 359   |                  |
| 12                                                                                        | Esteban Ocon     | Alpine-Renault        | 1 min 24 s 565   | 1 min 24 s 391   |                  |
| 13                                                                                        | Lance Stroll     | Aston Martin-Mercedes | 1 min 24 s 405   | 1 min 24 s 422   |                  |
| 14                                                                                        | Alexander Albon  | Williams-Mercedes     | 1 min 24 s 298   | 1 min 24 s 439   |                  |
| 15                                                                                        | Daniel Ricciardo | AlphaTauri-Honda RBPT | 1 min 24 s 461   | 1 min 24 s 442   |                  |
| 16                                                                                        | Carlos Sainz Jr. | Ferrari               | 1 min 24 s 738   |                  |                  |
| 17                                                                                        | Kevin Magnussen  | Haas-Ferrari          | 1 min 24 s 764   |                  |                  |
| 18                                                                                        | Valtteri Bottas  | Alfa Romeo-Ferrari    | 1 min 24 s 788   |                  |                  |
| 19                                                                                        | Guanyu Zhou      | Alfa Romeo-Ferrari    | 1 min 25 s 159   |                  |                  |
| Temps minimal à réaliser pour la qualification : 1 min 30 s 051 (107 % de 1 min 24 s 160) |                  |                       |                  |                  |                  |
| Nq.                                                                                       | Logan Sargeant   | Williams-Mercedes     | pas de temps     |                  |                  |

### Grille de départ
- Logan Sargeant, initialement non qualifié (son meilleur temps a été supprimé pour non-respect des limites de la piste), est repêché par les commissaires et autorisé à prendre le départ depuis la dernière place de la grille[17] ;

## Course

### Classement de la course
| Pos. | no | Pilote           | Écurie                | Tours | Temps/Abandon                      | Grille | Points |
| ---- | -- | ---------------- | --------------------- | ----- | ---------------------------------- | ------ | ------ |
| 1    | 1  | Max Verstappen   | Red Bull-Honda RBPT   | 58    | 1 h 27 min 06 s 624 (211,055 km/h) | 1      | 25 + 1 |
| 2    | 16 | Charles Leclerc  | Ferrari               | 58    | + 17 s 993                         | 2      | 18     |
| 3    | 63 | George Russell   | Mercedes              | 58    | + 20 s 328                         | 4      | 15     |
| 4    | 11 | Sergio Pérez     | Red Bull-Honda RBPT   | 58    | + 21 s 453 (dont 5 s de pénalité)  | 9      | 12     |
| 5    | 4  | Lando Norris     | McLaren-Mercedes      | 58    | + 24 s 284                         | 5      | 10     |
| 6    | 81 | Oscar Piastri    | McLaren-Mercedes      | 58    | + 31 s 487                         | 3      | 8      |
| 7    | 14 | Fernando Alonso  | Aston Martin-Mercedes | 58    | + 39 s 512                         | 7      | 6      |
| 8    | 22 | Yuki Tsunoda     | AlphaTauri-Honda RBPT | 58    | + 43 s 088                         | 6      | 4      |
| 9    | 44 | Lewis Hamilton   | Mercedes              | 58    | + 44 s 424                         | 11     | 2      |
| 10   | 18 | Lance Stroll     | Aston Martin-Mercedes | 58    | + 55 s 632                         | 13     | 1      |
| 11   | 3  | Daniel Ricciardo | AlphaTauri-Honda RBPT | 58    | + 56 s 229                         | 15     |        |
| 12   | 31 | Esteban Ocon     | Alpine-Renault        | 58    | + 1 min 06 s 373                   | 12     |        |
| 13   | 10 | Pierre Gasly     | Alpine-Renault        | 58    | + 1 min 10 s 360                   | 10     |        |
| 14   | 23 | Alexander Albon  | Williams-Mercedes     | 58    | + 1 min 13 s 184                   | 14     |        |
| 15   | 27 | Nico Hülkenberg  | Haas-Ferrari          | 58    | + 1 min 23 s 696                   | 8      |        |
| 16   | 2  | Logan Sargeant   | Williams-Mercedes     | 58    | + 1 min 27 s 791                   | 20     |        |
| 17   | 24 | Guanyu Zhou      | Alfa Romeo-Ferrari    | 58    | + 1 min 29 s 422                   | 19     |        |
| 18   | 55 | Carlos Sainz Jr. | Ferrari               | 57    | Retrait volontaire                 | 16     |        |
| 19   | 77 | Valtteri Bottas  | Alfa Romeo-Ferrari    | 57    | + 1 tour                           | 18     |        |
| 20   | 20 | Kevin Magnussen  | Haas-Ferrari          | 57    | + 1 tour                           | 17     |        |

### Pole position et record du tour
- Pole position :  Max Verstappen (Red Bull-Honda RBPT) en 1 min 23 s 445 (227,834 km/h)[19].
- Meilleur tour en course :  Max Verstappen (Red Bull-Honda RBPT) en 1 min 26 s 993 (218,542 km/h) au quarante-cinquième tour ; vainqueur de la course, il s'adjuge le point bonus associé[20].

### Tours en tête
- Max Verstappen (Red Bull-Honda RBPT) : 52 tours (1-16 / 23-58)[21]
- Charles Leclerc (Ferrari) : 1 tour (17)
- Yuki Tsunoda (AlphaTauri-Honda RBPT) : 5 tours (18-22)

## Classements généraux à l'issue de la course
| Pos.     | Pilote           | Écurie                | Points |
| -------- | ---------------- | --------------------- | ------ |
| Champion | Max Verstappen   | Red Bull-Honda RBPT   | 575    |
| 2        | Sergio Pérez     | Red Bull-Honda RBPT   | 285    |
| 3        | Lewis Hamilton   | Mercedes              | 234    |
| 4        | Fernando Alonso  | Aston Martin-Mercedes | 206    |
| 5        | Charles Leclerc  | Ferrari               | 206    |
| 6        | Lando Norris     | McLaren-Mercedes      | 205    |
| 7        | Carlos Sainz Jr. | Ferrari               | 200    |
| 8        | George Russell   | Mercedes              | 175    |
| 9        | Oscar Piastri    | McLaren-Mercedes      | 97     |
| 10       | Lance Stroll     | Aston Martin-Mercedes | 74     |
| 11       | Pierre Gasly     | Alpine-Renault        | 62     |
| 12       | Esteban Ocon     | Alpine-Renault        | 58     |
| 13       | Alexander Albon  | Williams-Mercedes     | 27     |
| 14       | Yuki Tsunoda     | AlphaTauri-Honda RBPT | 17     |
| 15       | Valtteri Bottas  | Alfa Romeo-Ferrari    | 10     |
| 16       | Nico Hülkenberg  | Haas-Ferrari          | 9      |
| 17       | Daniel Ricciardo | AlphaTauri-Honda RBPT | 6      |
| 18       | Zhou Guanyu      | Alfa Romeo-Ferrari    | 6      |
| 19       | Kevin Magnussen  | Haas-Ferrari          | 3      |
| 20       | Liam Lawson      | AlphaTauri-Honda RBPT | 2      |
| 21       | Logan Sargeant   | Williams-Mercedes     | 1      |

| Pos.     | Écurie                | Points |
| -------- | --------------------- | ------ |
| Champion | Red Bull-Honda RBPT   | 860    |
| 2        | Mercedes              | 409    |
| 3        | Ferrari               | 406    |
| 4        | McLaren-Mercedes      | 302    |
| 5        | Aston Martin-Mercedes | 280    |
| 6        | Alpine-Renault        | 120    |
| 7        | Williams-Mercedes     | 28     |
| 8        | AlphaTauri-Honda RBPT | 25     |
| 9        | Alfa Romeo-Ferrari    | 16     |
| 10       | Haas-Ferrari          | 12     |

## Statistiques
Le Grand Prix d'Abou Dabi 2023 représente :
- la 32e pole position de Max Verstappen ; il égale Nigel Mansell[24],[25] ;
- la 54e victoire de Max Verstappen, sa dix-neuvième de la saison[26] ;
- Le 11e hat trick de Max Verstappen ; il égale Jim Clark[27] ;
- la 113e victoire de Red Bull, la vingt-et-unième de la saison[28] ;
- la 21e victoire de Honda RBPT en tant que motoriste[29] ;
- les 1ers tours en tête de Yuki Tsunoda (5 tours menés) ; il est le second Japonais à mener un Grand Prix après Takuma Sato au Grand Prix d'Europe en 2004[30].

Au cours de ce Grand Prix :
- Max Verstappen, en remportant une 19e victoire dans la saison, améliore le record qu'il avait établi lors de l'épreuve précédente[31] ;
- Max Verstappen établit le nouveau record de 86,36 % de victoires en une saison[31] ;
- Max Verstappen établit le nouveau record de 6 hat tricks en une saison[32] ;
- Max Verstappen, en montant sur son 21e podium de la saison, améliore le record qu'il avait établi lors de l'épreuve précédente[33] ;
- Max Verstappen est le premier pilote à dépasser les 1000 tours menés en une saison[34] ;
- Red Bull Racing établit le nouveau record de points sur une saison (860 points) détrônant Mercedes (765 points en 2016)[35] ;
- Red Bull Racing établit un record de 95,45 % de victoires en une saison[36] ;
- Yuki Tsunoda est élu « pilote du jour » à l'issue d'un vote organisé sur le site officiel de la Formule 1[37] ;
- pour la première fois depuis la création du championnat du monde, tous les pilotes terminent classés lors de la manche de clôture[38] ;
- Vitantonio Liuzzi (80 départs en Grands Prix entre 2005 et 2011, 26 points inscrits) est nommé conseiller par la FIA pour aider dans leurs jugements le groupe des commissaires de course[39].